# Charlotte Kramm
Charlotte Kramm, geb. Charlotte Goldschmidt, verh. Charlotte Maertens, (* 15. März 1900 in Berlin; † 21. November 1971 in Hamburg) war eine deutsche Schauspielerin und Synchronsprecherin.

## Biografie
Die Tochter eines Berliner Arztes nahm nach ihrer Schulausbildung Schauspielunterricht in Dresden. Ihr erstes Engagement führte sie in das schlesische Kattowitz. Danach folgten das Stralsunder Theater, Erfurt und Braunschweig. Hier lernte sie ihren Schauspielkollegen Willy Maertens kennen, den sie einige Jahre später in Hamburg heiratete. 
1928 kam sie nach einem Gastauftritt als Maria Stuart an das Altonaer Stadttheater nach Hamburg, wo sie bis 1931 blieb. Ein Jahr darauf holte sie Erich Ziegel an das Thalia Theater, wo ihr Mann schon seit 1927 unter Vertrag stand. 
Charlotte Kramm erhielt wegen ihrer jüdischen Abstammung in der Zeit des Nationalsozialismus von 1935 bis 1945 Auftrittsverbot. Sie überlebte die Judenverfolgung, weil der mit dem Ehepaar Maertens befreundete Präsident der Reichstheaterkammer die Anfrage nach der „arischen“ Abstammung von Frau Kramm mit dem Vermerk „Bereits erledigt“ versah.
Nach Kriegsende kam sie an das Thalia Theater zurück, wo ihr Mann inzwischen Intendant geworden war. Man sah sie fortan in vielen großen Frauen- und Mütterrollen, oftmals an der Seite ihres Mannes. Unvergessen blieben ihre Darstellungen in
- Kabale und Liebe (Frau Miller) von Friedrich Schiller,
- Die Südfrucht (Emma Onzain) von André Birabeau,
- Ich, erste Person Einzahl von Lewis Grant Wallace,
- Tod eines Handlungsreisenden von Arthur Miller,
- Die Erbin,
- Der Fall Winslow von Terence Rattigan,
- Familienparlament und
- in verschiedenen Stücken von Henrik Ibsen.

Obwohl Charlotte Kramm in erster Linie Theaterschauspielerin war, konnte man sie auch in einigen Film- und vor allem Fernsehproduktionen sehen. Dazu gehörten die Fernsehspiele Die Ratten, Im sechsten Stock, Neues aus dem sechsten Stock und Schau heimwärts, Engel. 1961 spielte sie auch in einer Kinofassung von Im sechsten Stock mit. Wie schon in den Fernsehfassungen verkörperte sie hier wieder die Pariser Hausbesitzerin Madame Maret. 
Auch als Synchronsprecherin war sie im Einsatz. So lieh sie beispielsweise Marjorie Fielding in dem englischen Spielfilm Jugendliebe – Drei Jahre Ferien (1946) ihre Stimme. 
Im Oktober 1945 sprach sie in einem der ersten Hörspiele der Nachkriegszeit eine der Hauptfiguren in dem wohl berühmtesten Werk von Thornton Wilder, Unsere kleine Stadt. Das Stück wurde damals unter der Regie von Helmut Käutner live vom Sender Radio Hamburg in einem einzigen Spielverlauf aufgezeichnet. Die Inszenierung gilt als ein Meilenstein in der deutschen Hörspielgeschichte. Auch in einem weiteren berühmt gewordenen Hörspiel Unter dem Milchwald von Dylan Thomas war sie zu hören.
Anlässlich ihres 70. Geburtstags erhielt sie von der Genossenschaft Deutscher Bühnenangehöriger das „Große Goldene GDBA-Ehrenzeichen“.

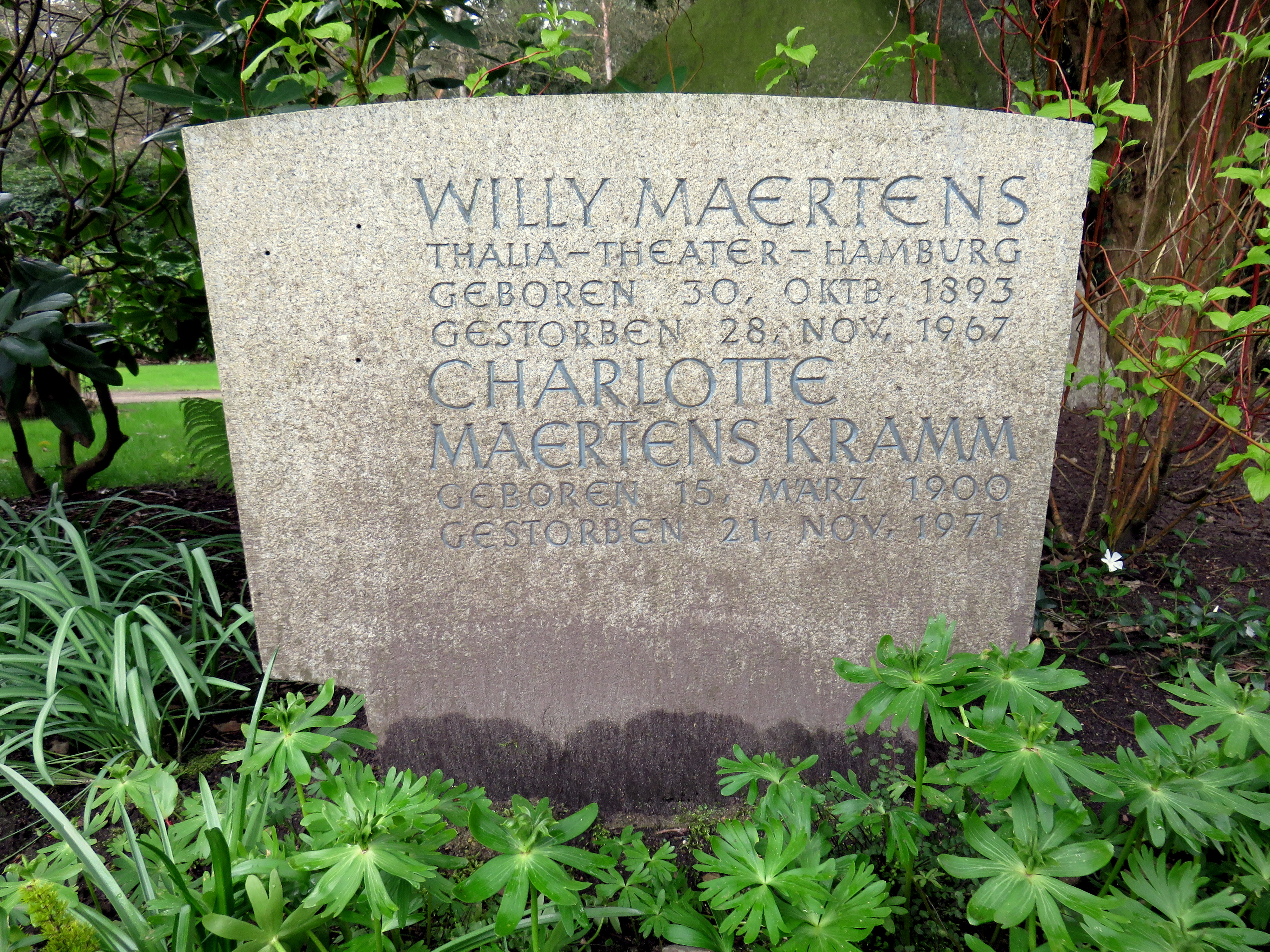
Historischer Stein im Garten der Frauen auf dem Friedhof Ohlsdorf

Am 20. November 1971 stand sie in der Rolle der Modistin in Nikolai Erdmans Komödie Der Selbstmörder zum letzten Mal auf der Bühne des Thalia Theaters. Tags darauf starb die auch menschlich sehr beliebte Künstlerin an Herzversagen. Sie wurde neben ihrem Mann auf dem Hamburger Friedhof Ohlsdorf beigesetzt. Der Grabstein von Charlotte Kramm und ihrem Ehemann ist heute dort im Garten der Frauen aufgestellt.
Charlotte Kramm und ihr Mann begründeten die Schauspielerfamilie Maertens. Ihr Sohn Peter Maertens (1931–2020) war wie seine Eltern Schauspieler am Hamburger Thalia Theater. Auch die Enkelkinder Kai, Michael und Miriam Maertens erlernten den Schauspielberuf.

## Filmografie (Auswahl)
- 1949: Schicksal aus zweiter Hand – Regie: Wolfgang Staudte
- 1953: Nur nicht aufregen – Regie: Harald Röbbeling
- 1954: Im sechsten Stock (Madame Maret) – Fernsehspiel – Regie: John Olden
- 1954: Neues aus dem sechsten Stock (Madame Maret) – Fernsehspiel – Regie: John Olden
- 1955: La Brige und das Gesetz (Frau) – Fernsehspiel – Regie: Michael Kehlmann
- 1959: Die Ratten (von Gerhart Hauptmann) – Fernsehspiel – Regie: John Olden
- 1959: Ende des sechsten Stocks (Madame Maret) – Fernsehspiel – Regie: John Olden
- 1961: Schau heimwärts, Engel (Mrs. Clatt) – Fernsehspiel – Regie: John Olden
- 1961: Im 6. Stock (Madame Maret, Hausbesitzerin) – Regie: John Olden
- 1963: Hafenpolizei – Fernsehserie, Folge: Der Blindgänger – Regie: John Olden
- 1967: Die Unverbesserlichen und ihr Optimismus – Fernsehserie – Regie: Claus Peter Witt
- 1967: Ein Fall für Titus Bunge – Fernsehserie, Folge: Onkel Tims Vermächtnis – Regie: Günter Gräwert
- 1969: Polizeifunk ruft – Fernsehserie, Folge: Wohnung zu vermieten – Regie: Hermann Leitner
- 1970: Ach, so eine nette Person – Fernsehspiel – Regie: Peter Schulze-Rohr

## Hörspiele
- 1945: Unsere kleine Stadt (Mrs. Gibbs) – Regie und Sprecher: Helmut Käutner, mit Dagmar Altrichter, Ida Ehre, Fritz Wagner, Helmut Kröger
- 1954: Unter dem Milchwald (Mrs. Willy-Nilly) – Regie: Fritz Schröder-Jahn, mit Gisela von Collande, Paul Bildt, Heinz Sailer, Herbert A. E. Böhme
- 1954: Der Vogel, der sprechen kann (Betty) – Regie: Rüdiger Proske, mit Heinz Klevenow, Rosemarie Schwerin, Rudolf Fenner
- 1957: Die Brandung vor Setúbal (Frau des Wirtes) – Regie: Fritz Schröder-Jahn, mit Elisabeth Flickenschildt, Gustl Halenke, Hermann Lenschau, Tilla Durieux
- 1957: Kopfgeld (Hebamme) – Regie: Fritz Schröder-Jahn, mit Heinz Klevenow, Rosemarie Gerstenberg, Heinz Klingenberg, Ingrid von Bothmer
- 1959: Der Doktor und die Teufel – Regie: Fritz Schröder-Jahn, mit Hans Lietzau, Wolfgang Wahl, Marion Degler, Edith Heerdegen
- 1961: Salto Mortale (Tupak) nach Milo Dor – Regie: Fritz Schröder-Jahn, mit Jürgen Goslar, Max Walter Sieg, Karen Hüttmann, Peter Wienecke
- 1963: Das Obdach (Selmas Mutter) – Regie: Fritz Schröder-Jahn, mit Hanns Lothar, Joseph Offenbach, Manfred Steffen, Eric Schildkraut
- 1963: Die traurige Geschichte von Friedrich dem Großen (Die Königin) – Regie: Gerhart Lippert, mit Hermann Schomberg, Volker Brandt, Ella Büchi
- 1965: Unsere kleine Stadt (Mrs. Gibbs) – Regie: Rudolf Noelte, mit Hans Mahnke, Harry Meyen, Fritz Wagner, Ida Ehre
- 1968: Weihnachten im Märchenland – Regie: Ingeborg Walther, mit Regine Lamster, Joseph Offenbach, Angela Martens, Eleonore Schroth